# Troglobisium racovitzai
Genre
Espèce
Synonymes
- Ideobisium racovitzai Ellingsen, 1912

Troglobisium racovitzai, unique représentant du genre Troglobisium, est une espèce de pseudoscorpions de la famille des Bochicidae.

## Distribution
Cette espèce est endémique d'Espagne. Elle se rencontre dans des grottes dans les provinces de Barcelone et de Tarragone en Catalogne et de Castellón au Pays valencien.

## Description
Troglobisium racovitzai mesure de 3,5 à 5 mm.

## Systématique et taxinomie
Cette espèce a été décrite sous le protonyme Ideobisium racovitzai par Ellingsen en 1912. Elle est placée dans le genre Microcreagris par Beier en 1932 puis dans le genre Troglobisium par Beier en 1939.

## Étymologie
Cette espèce est nommée en l'honneur d'Emil Racoviță.

## Publications originales
- Ellingsen, 1912 : Pseudoscorpiones (troisième série). Archives de Zoologie Expérimentale et Générale, vol. 5, no 10, p. 163-175 (texte intégral).
- Beier, 1939 : Die Pseudoscorpioniden-Fauna der iberischen Halbinsel. Zoologische Jahrbücher, Abteilung für Systematik, Ökologie und Geographie der Tiere, vol. 72, p. 157-202.